# Acero inoxidable martensítico

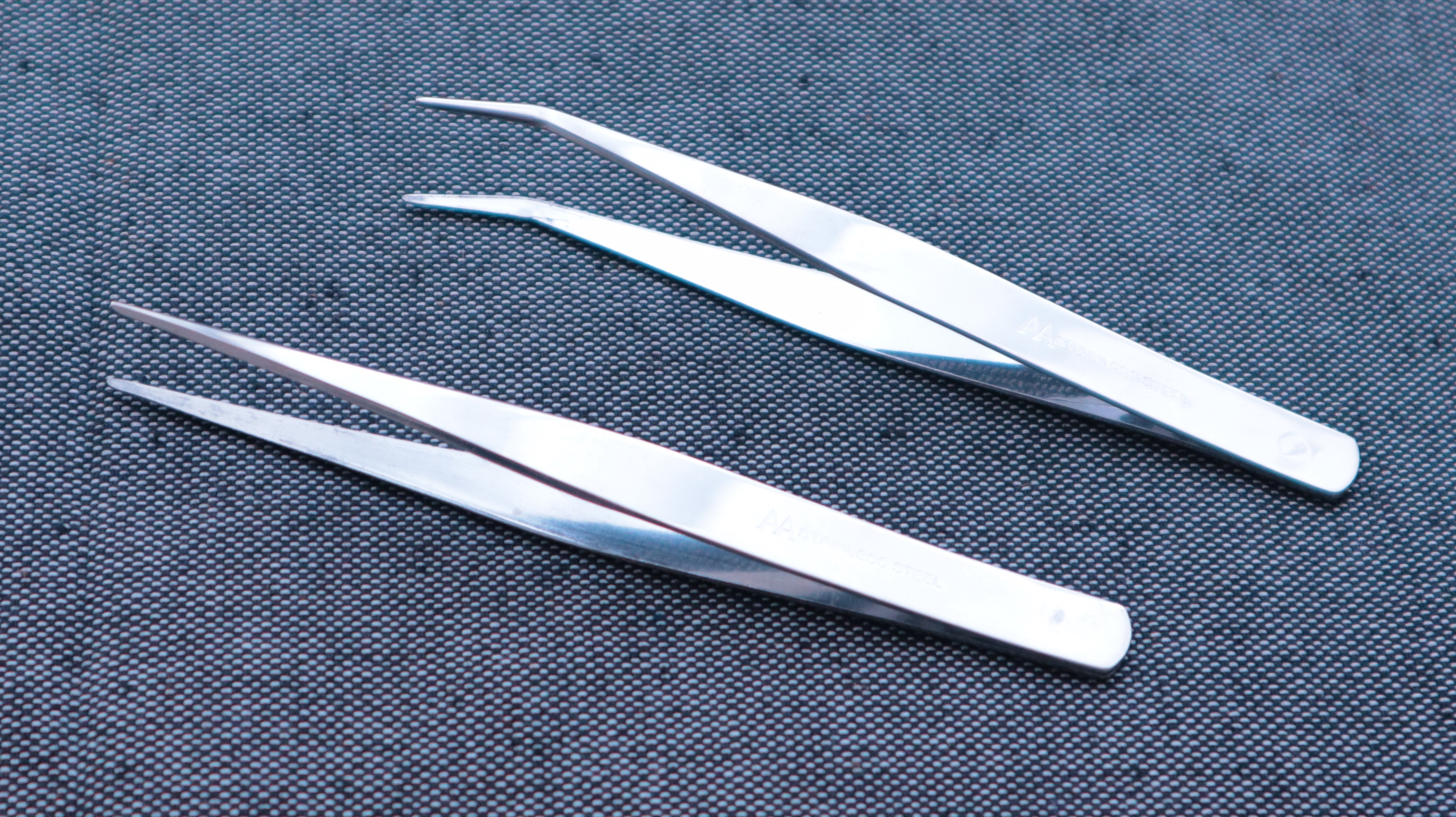
Pinzas de acero inoxidable martensítico

Acero inoxidable martensítico son los llamados aceros inoxidables altamente aleado con cromo y otros elementos. Presentan una relativamente buena resistencia a la corrosión y resistencia mecánica, se endurecen y son magnéticos.
Se llaman martensíticos, porque  tienen una estructura metalográfica formada básicamente por martensita (ferrita deformada por el carbono que no pudo difundirse).
Existen cuatro tipos principales de acero martensítico:
- Los aceros martensíticos puros: con elevados porcentajes de Carbono (más de 0,2%), y ricos en aleantes, por lo que no son soldables (no se pueden representar en un diagrama de Shaeffler de Cr-Ni equivalente). Son aceros duros en caliente hasta los 500 °C, y suelen ser usados en instrumentos de cirugía, cuchillos, rodamientos,... (ejemplo, X39Cr13, o X105CrMo17).

- Los aceros martensíticos con parte de ferrita: estos se diferencian de los aceros ferríticos por su mayor contenido en carbono, aunque pueden llegar a tener matriz martensítica o ferrítica, aunque si tienen elevados porcentajes de C, Cr, Ni o Molibdeno serán Martensíticos. Estos aceros suelen ser usados por su elevada resistencia y resistencia en caliente (turbinas de gas, agua, vapor, ejes, árboles,...) así como en la fabricación de tanques.

- Aceros de martensíta blanda, con contenido en carbono inferior al 0,06% (Níquel del 4 al 6% y Molibdeno del 0,3 al 1,5%). Por el contenido en Níquel y Molibdeno siempre tendrán una matriz martensítica, aunque por el bajo contenido en carbono esta será relativamente blanda y tenaz. Es soldable y se usa en piezas que requieran buena tenacidad y resistencia a la corrosión.

- Acero martensítico endurecible por precipitación. Con carbono inferior al 0,08%, Cr del 13 al 18%, Ni inferior al 6% y Mo inferior al 1,3%, así como cobre, aluminio y niobio como elementos para la precipitación que produzca el endurecimiento de la matriz martensítica, sin dañar la tenacidad o la deformabilidad. La matriz será una mezcla de Austenita, martensita y hierro delta (como la ferrita, pero directamente de la solidificación, sin pasar por austenita). Tras tratamientos tiene una elevada resistencia y buena resistencia a la corrosión, y resistencia térmica.